# وزير أروبا المفوض

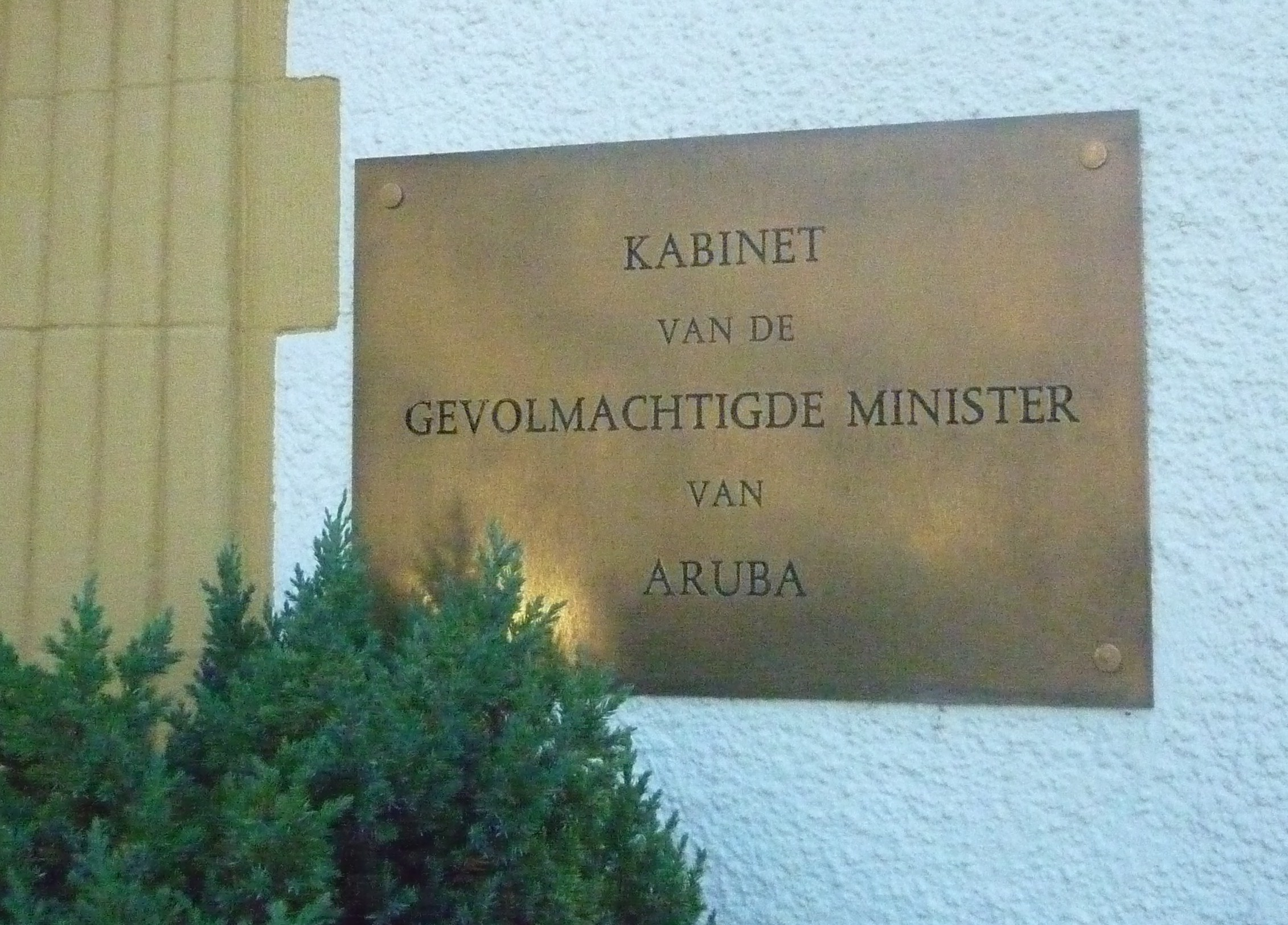
لوحة على مدخل دار أروبا بلاهاي بهولندا عام 2011

وزير مفوض أروبا (بالهولندية: Gevolmachtigde Minister van Aruba)‏ يمثل دولة أروبا التأسيسية في مجلس وزراء مملكة هولندا. الوزير الحالي المفوض لأروبا هو Alfonso Boekhoudt. مقر الوزير المفوض ومجلسه يقع في دار أروبا (Aruba House) بلاهاي.

## قائمة وزراء أروبا المفوضين
الجدول التالي يسرد وزراء أروبا المفوضين الذين تقلدوا المنصب منذ استقلال أروبا عام 1986:
| الاسم                 | الفترة                             | الحزب |
| --------------------- | ---------------------------------- | ----- |
| John Merrywater       | 10 يناير 10، 1986– 11 فبراير، 1989 | PPA   |
| R.H. Laclé            | 9 فبراير 9، 1989– 7 مارس، 1991     | MEP   |
| Ella Tromp-Yarzagaray | 8 مارس، 1991– 1 مارس 1993          | MEP   |
| Candelario Wever      | 2 مارس 1993– سبتمبر 1994           | MEP   |
| Mito Croes            | سبتمبر 1994– 30 أكتوبر 2001        | AVP   |
| Ella Tromp-Yarzagaray | 30 أكتوبر 2001– 7 نوفمبر 2005      | MEP   |
| فريدو كروس            | 8 نوفمبر 2005– 31 أكتوبر 2009      | MEP   |
| Edwin Abath           | 1 نوفمبر 2009- 13 نوفمبر 2013      | AVP   |
| Alfonso Boekhoudt     | 14 نوفمبر 2013—                    | AVP   |